# Vincent Hughes
Vincent Hughes (Inglaterra 1876- Argentina 1917): escritor casi desconocido que dejó una obra silenciosa digna de ser descubierta.
Nacido en Inglaterra, se trasladó de muy joven a una estancia cercana a lo que hoy es el pueblo de Tres Lomas, Provincia de Buenos Aires (Argentina), donde residió hasta su muerte. Allí escribió casi toda su producción literaria.
Su carácter reservado y tímido al extremo hizo que pasara casi inadvertido para el mundo de las letras. La situación geográfica tampoco ayudó demasiado.
Falleció en el año 1917 a causa de una enfermedad no precisada. Pasó rápidamente al olvido, cuestión que no le desagradaba para nada.

## Obra
Su obra publicada es escasa, apenas 4 libros editados de su propio bolsillo, de tirada limitada y muy poca circulación. En la actualidad son imposibles de conseguir.
- The Golden Sand (1909): colección de poemas en inglés que se caracterizan por tener una métrica irregular y carecer de rima, con una clara influencia del poeta inglés William Blake. Los poemas están repletos de imágenes y hacen referencia a la vida en el campo, al silencio y la soledad que rodean todo, como un gran desierto.

I touch you

You are the breathe

The black wind

Drawing the silence

Versos de una inusitada belleza, repletos de desolación. Hughes es dueño de una pluma cadenciosa y potente en imágenes, hijo directo de la escuela simbolista.
- Los pastizales (1912): colección de ocho cuentos breves en español, en un estilo llano y muy despojado, sin rodeos, con una prosa directa, que hablan sobre gauchos, indios, malones y cuchilladas. La soledad no es un tema menor en este libro.

(…) Alvarez venía cojeando, la cara le sangraba hasta asustar, y yo me había acobardado, me había humillado a mí mismo. La vergüenza ya no me es ajena ahora (…)

- Tierra salvaje (1916): colección de cuentos, nueve en español, el último en inglés, alejados considerablemente de la colección anterior. La característica más notoria es que todos están relacionados entre sí, formando un conjunto, casi una novela.

Tratan sobre la vida de Ricardo Salas, un estanciero que es asediado continuamente por indios y que logra reunir un batallón de personas para combatirlos. El estilo, pese a que la temática puede ser parecida, difiere mucho de “Los pastizales”. Aquí la prosa se vuelve barroca, muy adornada. Abundan las descripciones detalladas de lugares y personas.
El cuento que cierra la colección, “Tears”, está contado desde la perspectiva de “el inglés”, un personaje periférico durante todo el libro que al final cobra relevancia aportando un punto de vista extraño a la situación. Este personaje está basado en el propio Vincent Hughes, que nunca dejó de sentirse un extranjero en Argentina.
- Memories (1917): conjunto de memorias escrito en inglés. Una temprana autobiografía que sorprendentemente se volvió testamento ya que al poco tiempo de publicado el libro, Hughes falleció. El autor deja ver su tristeza, la añoranza de su tierra natal y el dolor de la pérdida. Parece ser que, según se deja ver en el libro, Hughes acababa de perder a un ser importante en su vida, aunque es imposible precisar quién pudo ser. La prosa, pese a ser un libro de memorias es muy hermética, absolutamente reservada, como si el autor tuviera muchos reparos ante el hecho de estar hablando sobre sí mismo.

Existe una gran cantidad de obras sin editar. La muerte temprana truncó muchos proyectos literarios

## Correspondencia
A lo largo de su vida, Hughes escribió profusas cartas, la mayor parte destinadas a su medio hermano Roberto Farías, estanciero que compartía con el escritor la afición por las letras. La mayoría de esas cartas se conservan bajo el cuidado de los descendientes del escritor.

(…) he estado escribiendo unos sonetos como ejercicio, usted sabe que la métrica regular no es una gran afición mía, pero quería probarme a mí mismo, quería demostrar que mi pluma era capaz de ceñirse a reglas estrictas sin perder nada de lo que tan arduamente ha ido logrando a través de los años. El resultado, como podrá ver, es en extremo desparejo. Sabrá apreciar el esfuerzo y la dedicación (…)

(…) por estos pagos la vida está calma. Me entretengo escribiendo una serie de relatos algo ambiciosa. Usted sabrá disculparme, últimamente el aire fresco me da alas y a veces me cuesta bajar. Creo entrever entre tanta tinta derramada algunas pocas líneas que me justificarán. Son lo que soy. Hay mucho desierto en ellas, no hay nada más cercano a mí que eso, the warm desert (…)